# Cyathopoma
Cyathopoma là một chi ốc có nắp, là động vật thân mềm chân bụng sống trên cạn thuộc họ Cyclophoridae.

## Các loài
Các loài thuộc chi Cyathopoma bao gồm:
- Cyathopoma anjombona[2]
- Cyathopoma hoditra[2]
- Cyathopoma iridescens[2]
- Cyathopoma madio[2]
- Cyathopoma matsoko[2]
- Cyathopoma nishinoi
- Cyathopoma randalana